# 経済ナショナリズム
経済ナショナリズム（economic nationalism）とは、国家による経済活動の統制を重視する政策や、それを支持するイデオロギーの1つ。
輸入関税や労働力・物品・資本に規制をかけてでも、国内経済での労働・資本形成についての安定を重視する。多くの場合、経済的自由主義やグローバリズムと対立し、少なくとも無制限な自由貿易には懐疑的な立場を取る。保護主義・輸入規制も関連する。
経済活動が、「Nation」（民族・国民・国家）の概念と不可分であることや、従来の自由主義と統制主義という二項対立ではそのことが抜け落ちてしまっていること、市場の暴走に対処するために（左派・左翼のような平等主義イデオロギーではなく）この「Nation」（民族・国民・国家）の概念を以てすることが望ましいことなどを、主張・強調する立場という意味合いが強い。

## 事例
例として、Henry Clayが主張するAmerican System、フランスのDirigisme、中国の為替操作、マレーシアがアジア金融危機にて発動した通貨操作、アルゼンチンが2001年の金融危機において発動した関税と通貨切下げ経済政策、米国の国内製鉄産業保護のための関税などがある。
2005年以降、政府が外国企業による国内産業買収の際に多く見受けられるようになった。
- アルセロール（仏国・ルクセンブルク）を印ミッタル・スチールが買収提案 [1]。
- 仏国政府がダノンを"戦略産業"と位置づけ、米国ペプシコによる公開株式買付を回避[2]。
- イタリア高速道路運営会社AbertisをスペインAbertisが買収することをブロック[3]。
- スペイン電力会社EndesaをドイツE.ONが買収提案、これに対しスペインGas Natural社が対抗入札 [4]。
- フランスのエネルギー会社スエズをイタリアEnelが買収提案、これに対しフランスガス公社が対抗入札 [5]。
- 中国海洋石油総公司が、米国ユノカル、米国シェブロンに対してTOBを行ったことにアメリカ合衆国議会が反対 [6]。
- 2006年、アラブ首長国連邦の港湾運営会社であるドバイ・ポーツ・ワールドに対し米国の主要６海港を売却することに政治的反対。
- 外国企業がロシアの天然資源や幾つかのロシア産業にアクセスすることに対し、2007年からは新規の規制ドラフトを制定。
- 2008年、カナダ年金基金がオークランド空港の株式過半数を入札したことに対し、ニュージーランド政府が拒否権行使[7]。